# Тарамунді
Тарамунді (ісп. Taramundi) — муніципалітет в Іспанії, у складі автономної спільноти Астурія. Населення — 739 осіб (2009).
Муніципалітет розташований на відстані близько 430 км на північний захід від Мадрида, 100 км на захід від Ов'єдо.
Муніципалітет складається з таких паррокій: Брес, Оурія, Тарамунді, Вейгас.

## Демографія
Динаміка населення (INE ):

## Галерея зображень

Розташування муніципалітету
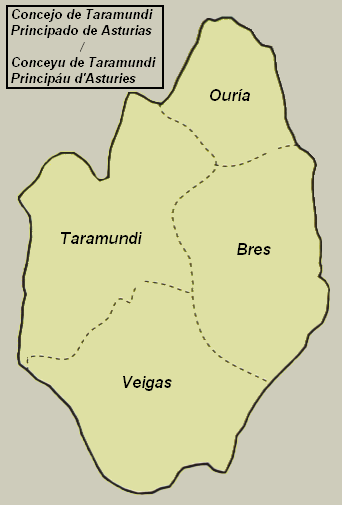
Карта паррокій муніципалітету Тарамунді